# Мухаммед Джахан Пахлаван
Нусрат ал-Дін Мухаммед Джахан Пахлаван (1136/1137 — 1186) — 2-й великий атабек Держави атабеків в 1175—1186 роках.

## Життєпис

### Під орудою батька
Син великого атабека (атабак ал-а'зам) Шамс ад-Діна Ільдегіза та Моміне-хатун. Народився 1136 або 1137 року в Ардебілі чи Нахічевані. Замолоду долучався до управління батьківським ікта — Арраном. Також брав участь у війнах Іракського султанату.
1161 року після сходження на трон свого зведеного брата по матері Арслан-шаха призначається амр-хаджибом. Того ж року відзначився під час придушення заколоту емірів. Отримав від батька в якості ікта Рей з областю. Переможений емір Рея Інандж вимушений був видати за Джахан Пахлаван свою доньку. Невдовзі біля річки Сафіруд зазнав поразки від Ак-Сункура ал-Ахмаділі, еміра Мараги. 1162 року отримав у батька у володіння Ардебіль. 1168 року завдав рішучої поразки еміру Мараги, але не зміг захопити саме місто.
1175 року очолив великий похід проти Георгія III, царя Грузії, захопивши того зненацька, внаслідок чого було завдано швидкої поразки. Того ж року після смерті батька успадкував усі родинні володіння та владу.

### Великий атабек
Мухаммед Джахан Пахлаван перебрався з Гамадану, столиці султанату, до Нахічевані. Цим скористалися сановники, що були невдоволені владою Ільдегізидів, підбурюючи султана Арслан-шаха виступити проти Пахлавана. Під час цих подій султан раптово помер, за деякими версіями його наказв отруїти великий атабек.
Влада в Іракському султанаті перейшла до сина померлого — Тогрула III, проте фактична влада перебувала у Джахан Пахлавана. Невдовзі довелося придушувати заколот Шараф ад-Діна ібн Шімла, еміра Хузістана. Невдовзі біля Ісфагана переможено претендента на трон султаната Мухаммеда. Останній невдовзі був виданий атабеку, який відправив його до фортеці Сарджахан. Слідом за цим встановив союзні стосунки з хорезмшахом Ала ад-Дін Текішем.
Успішно діяв проти Фалак ад-Дін Ахмада Ак-сункура, якого до 1176 року змусив передати Тебріз та визнати свою зверхність. 1177 року призначив свого брата Кизил Арслана намісником Аррану і Азербайджану. Сам перебрався до Гамадану. З цього часу забезпечив мир на кордонах держави, багато сприяв для відновлення господарства та розвитку торгівлі та ремесел в містах. Водночас зміцнив владу свого роду, призначивши 60 (за іншими відомостями 70) своїх мамлюків на провідні посади в Іракському султанату. Ці мамлюки стали відомими як пахлаванійя.
1182 року втрутився у боротьбу Ізза ад-Діна Масуда I, еміра Мосула, з єгипетським султаном Салах ад-Діном, підтримуючи першого. 1185 року вступив у протистояння з Салах ад-Діном за Хілатське володіння, змусивши останнього відступити. У 1186 року раптово помер. Владу успадкував його брат Кизил Арслан.

## Родина
Дружина — Західа-хатун.
Діти:
- Джалалія

Дружина — Інандж-хатун, донька Інанджа, еміра Рея.
Діти:
- Кутлуг-Інандж Махмуд. емір Рейя
- Амір Аміран Умар, емір Ісфагана

Дружина — Кутайба-хатун з Румського султанату.
Діти:
- Абу-Бакр (д/н—1210), 4-й великий атабек

Наложниця (невідома).
Діти:
- Узбек (д/н—1225), 5-й великий атабек